# Попов, Аркадий (врач)
Арка́дий Попо́в (эст. Arkadi Popov, род. 30 октября 1971, Таллин) — эстонский врач, заведующий Центром скорой помощи Северо-Эстонской региональной больницы, с 24 марта по 4 декабря 2020 года медицинский руководитель кризисного штаба Департамента здоровья Эстонии в условиях коронавирусной пандемии, с 5 декабря 2020 года — председатель правления Западно-Таллинской Центральной больницы.

## Биография
Родился в Таллине. По национальности русский. Единственный ребёнок в семье. Учился в таллинской русскоязычной школе, которую окончил в 1988 году, эстонского языка не знал. Хотел стать поэтом или писателем. В возрасте 15 лет вместе с больничной медсестрой участвовал в реанимации своей перенёсшей инфаркт матери, находившейся в состоянии клинической смерти, и после этого решил стать врачом. В 1995 году закончил медицинский факультет Тартуского университета, последний русскоязычный выпуск. В настоящее время владеет эстонским языком на высоком уровне. Владеет также финским и английским языками. Изучал практическую психологию в Санкт-Петербургском государственном университете.

## Работа
Во время двухгодичной интернатуры работал врачом в отделении кардиологии больницы Мустамяэ и в «скорой помощи». Работал в учебном центре Таллинской скорой помощи инструктором, читал лекции и вёл практики по кардиологии, фармакологии и экстренной медицине.
Под руководством Аркадия Попова в Эстонии был основан проект теле-медицины, позволяющий оказывать врачебную помощь посредством интернета в деревнях, на малых островах и в машинах скорой помощи.
В 2019 году под руководством Попова был начат проект Kopter, в рамках которого на помощь тяжело пострадавшим в ДТП высылается вертолёт Департамента полиции и погранохраны с реанимационной бригадой, и пациент доставляется с места происшествия прямо в Северо-Эстонский центр травм, что позволяет сэкономить 45 минут времени. Реанимобили региональной больницы первыми в Эстонии начали использовать предбольничные препараты крови и ультразвуковую диагностику.
Организовал несколько кризисных учений, в частности, в 2006 году — учение «Pandora», в ходе которого в Региональной больнице шло обучение по изоляции заразных больных и предотвращению распространения заражения. В ходе учений для Региональной больницы был написан специальный кризисный план. В 2019 году под руководством Аркадия Попова в Эстонии прошло обучение по борьбе с пандемией Эбола. В декабре того же года Попов организовал для эстонских больниц крупное учение «Ветер Патайи» ("Pattaya tuul"), где медики отрабатывали способы реагирования на возможное распространение вирусной инфекции из Азии в Эстонию. Отслеживая распространение коронавируса в Китае (до того, как оно достигло размеров международной пандемии) и видя в происходящем в Ухане хороший сценарий симуляции кризисной ситуации, Попов планировал весной 2020 года продолжение учения «Ветер Паттайи» под названием «Молчание Уханя» ("Wuhani vaikus"), однако вирус проник в Эстонию раньше запланированного учения.
24 марта 2020 года Аркадий Попов был назначен медицинским руководителем кризисного штаба Департамента здоровья Эстонии в условиях коронавирусной пандемии. Его задачей была координация деятельности лечебных учреждений Эстонии для предотвращения чрезвычайной ситуации в Эстонии, и он имел право отдавать распоряжения по реорганизации услуг здравоохранения в стране.
С 5 декабря 2020 года руководит Западно-Таллинской Центральной больницей (кризисный штаб пандемии COVID-19 возглавил директор Пярнуской больницы Урмас Суле (Urmas Sule)).
В фильме Ильмара Раага «Керту» (2013) Аркадий Попов сыграл руководителя бригады скорой помощи.

## Членство в организациях
- С 2012 года — член Эстонского союза врачей медицины катастроф
- С 2015 года — член правления некоммерческого объединения «Эстонский Союз скорой помощи» (Eesti Kiirabiliit)[14]

## Награды и титулы
- 2020 – Награда коллегии Таллинской детской больницы за организацию сотрудничества между детской больницей и отделением неотложной помощи и «скорой помощи» Северо-Эстонской Региональной больницы[1]
- 2020 – Гражданин года[эст.] за вклад в борьбу с COVID-19[15]. Присуждение титула сопроводилось вручением денежной премии и статуэтки «Цветок общества»[16].
- 2020 – Человек года газеты ''“Postimees”''[эст.][17]
- 2020 – Друг прессы[эст.][18][19]
- 2021 – Орден Эстонского Красного Креста 3 класса за выдающийся вклад в решение проблемы чрезвычайной ситуации в области здравоохранения, связанной с первой волной COVID-19[20].
- 2021 –  Знак «За заслуги перед Таллином»[эст.][21]

## Семья
- Жена — Анжела Попова (Anžela Popova), заведующая отделением экстренной медицины Западно-Таллинской Центральной больницы[22].
- Дочь — Екатерина Попова.